# ماسایاسو مائدا
ماسایاسو مائدا (انگلیسی: Masayasu Maeda؛ زادهٔ ۱۰ مارس ۱۹۱۴) بازیکن بسکتبال اهل ژاپن بود.